# Indocuche
O Indocuche, Hinducuxe, Hindu Kush, Hindū Kūsh ou Hindukush (em persa: هندوکش; em hindi: हिन्दु कुश; "Assassina de Hindus") é uma cordilheira no Afeganistão e Paquistão Ocidental. Consiste na extensão para sudeste da cordilheira de Pamir e para oeste do Caracórum e dos Himalaias. O Indocuche é geologicamente uma cordilheira nova, e está sempre em crescimento. De leste até oeste tem 1 200 km e de norte a sul cerca de 240 km.
Segundo ibne Batuta o nome de "assassina de hindus" teve origem no facto de, durante as invasões muçulmanas,  muitos dos escravos indianos terem morrido ali  pelo frio e pela neve.

## Nomenclatura

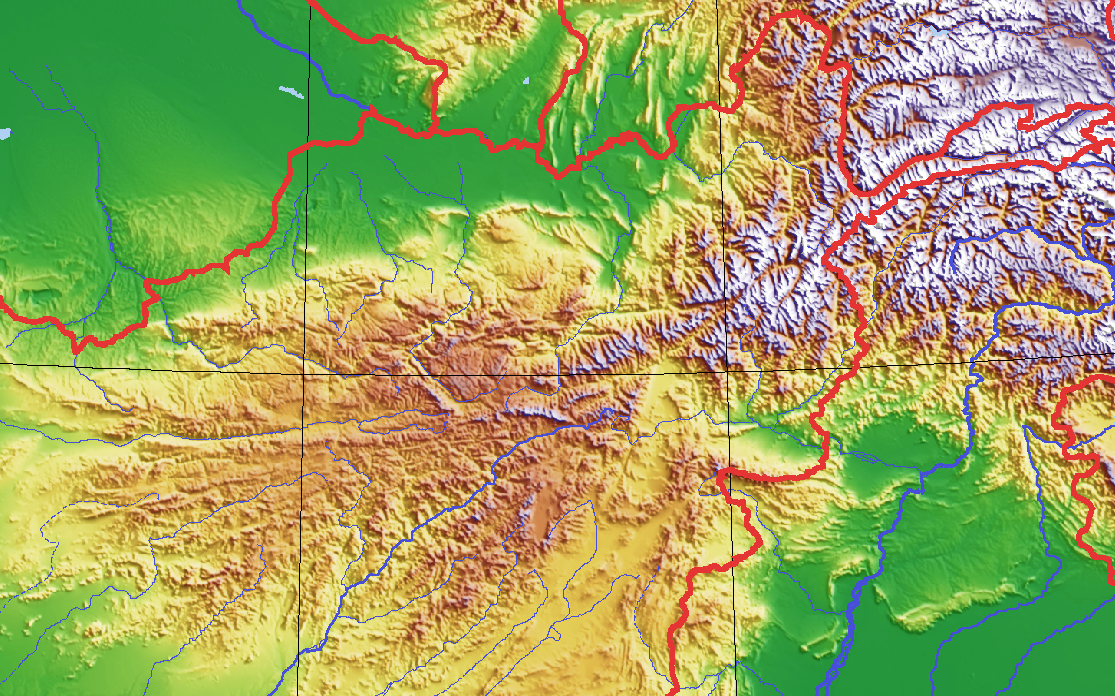
Hipsometria do Indocuche

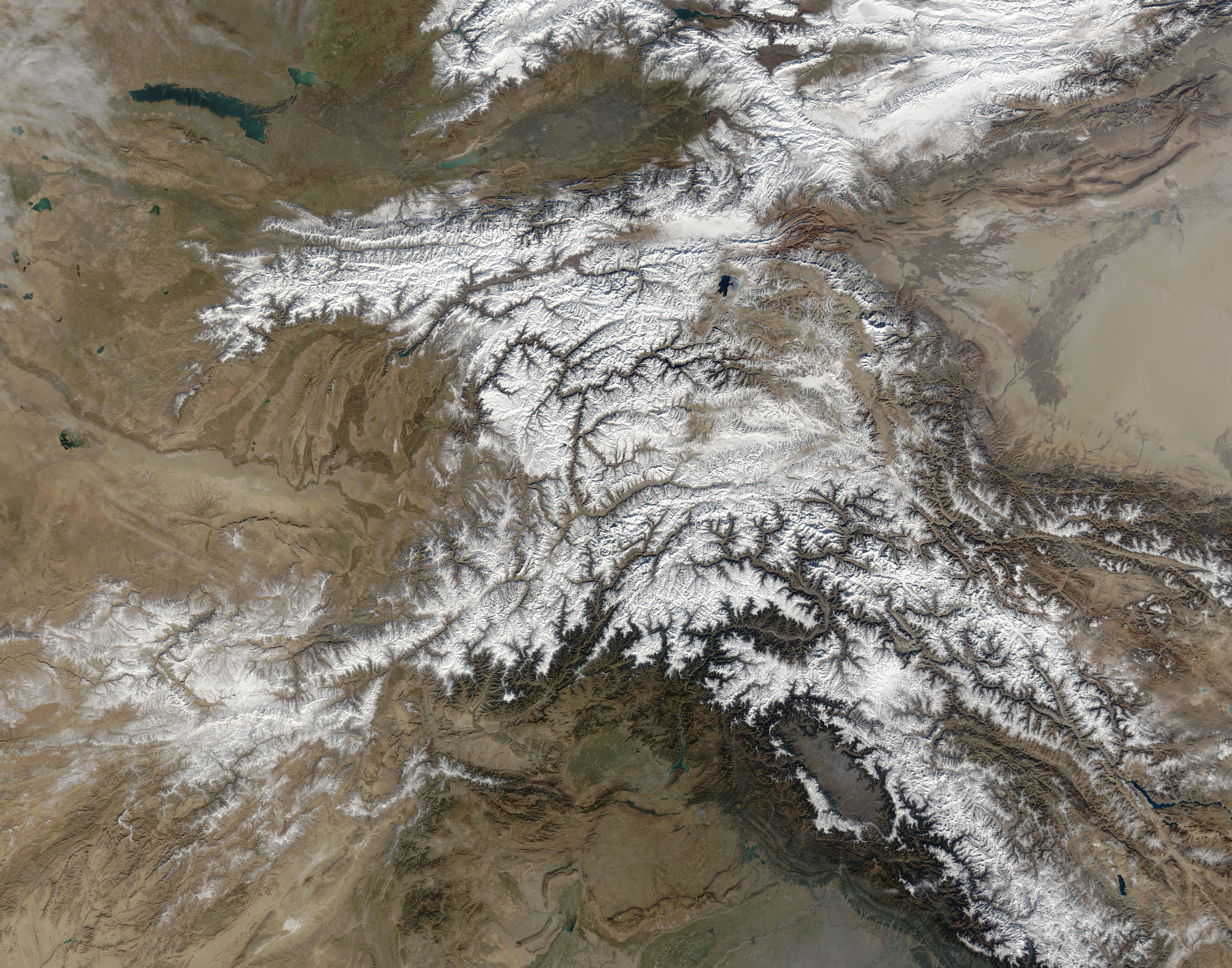
Vista de satélite

O nome Indocuche é habitualmente aplicado a toda a cordilheira que separa as bacias do rio Cabul e do rio Helmande da bacia do Amu Dária (o antigo Oxo). Alexandre, o Grande designou o Indocuche como o Cáucaso das Índias. É também referida pelos antigos gregos como "Paropâmiso".

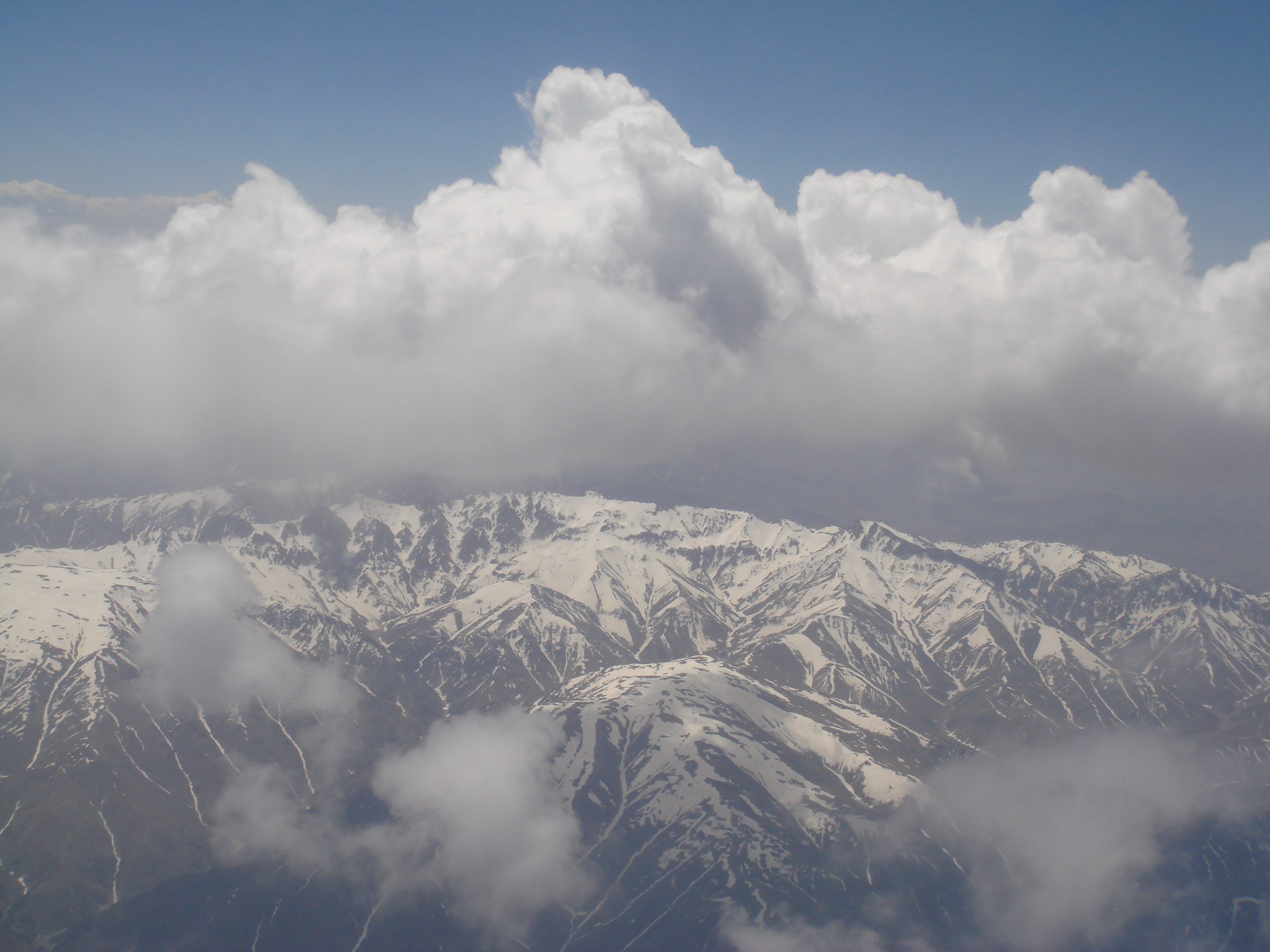
Indocuche afegão
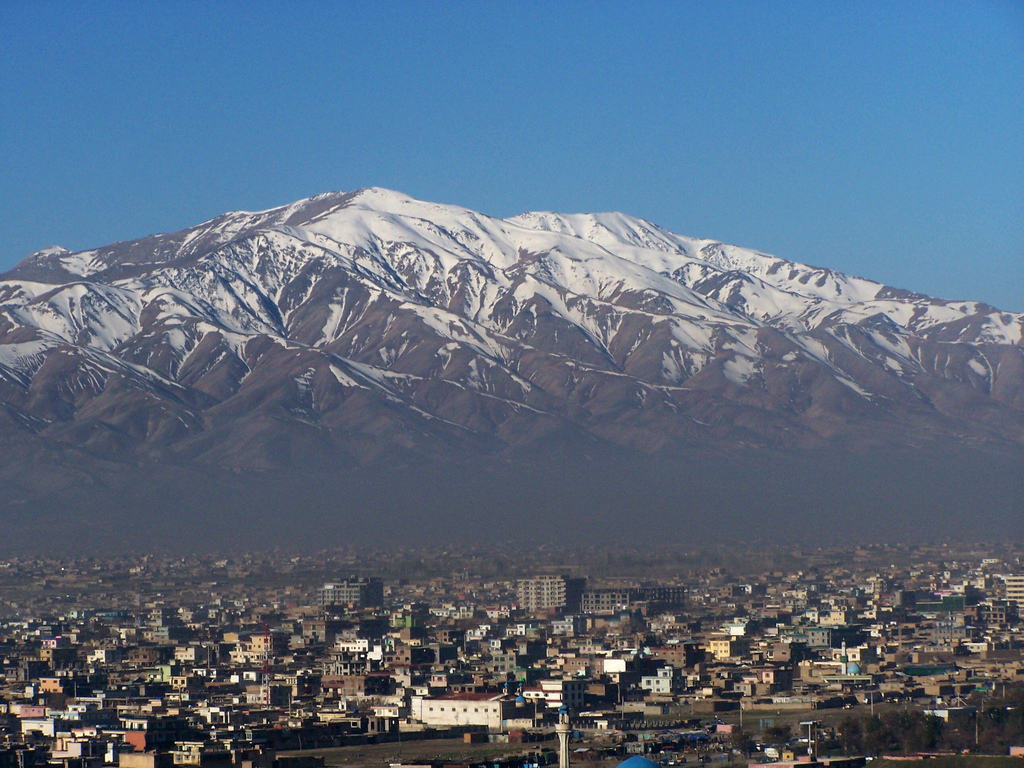
Montanhas com neve em Cabul
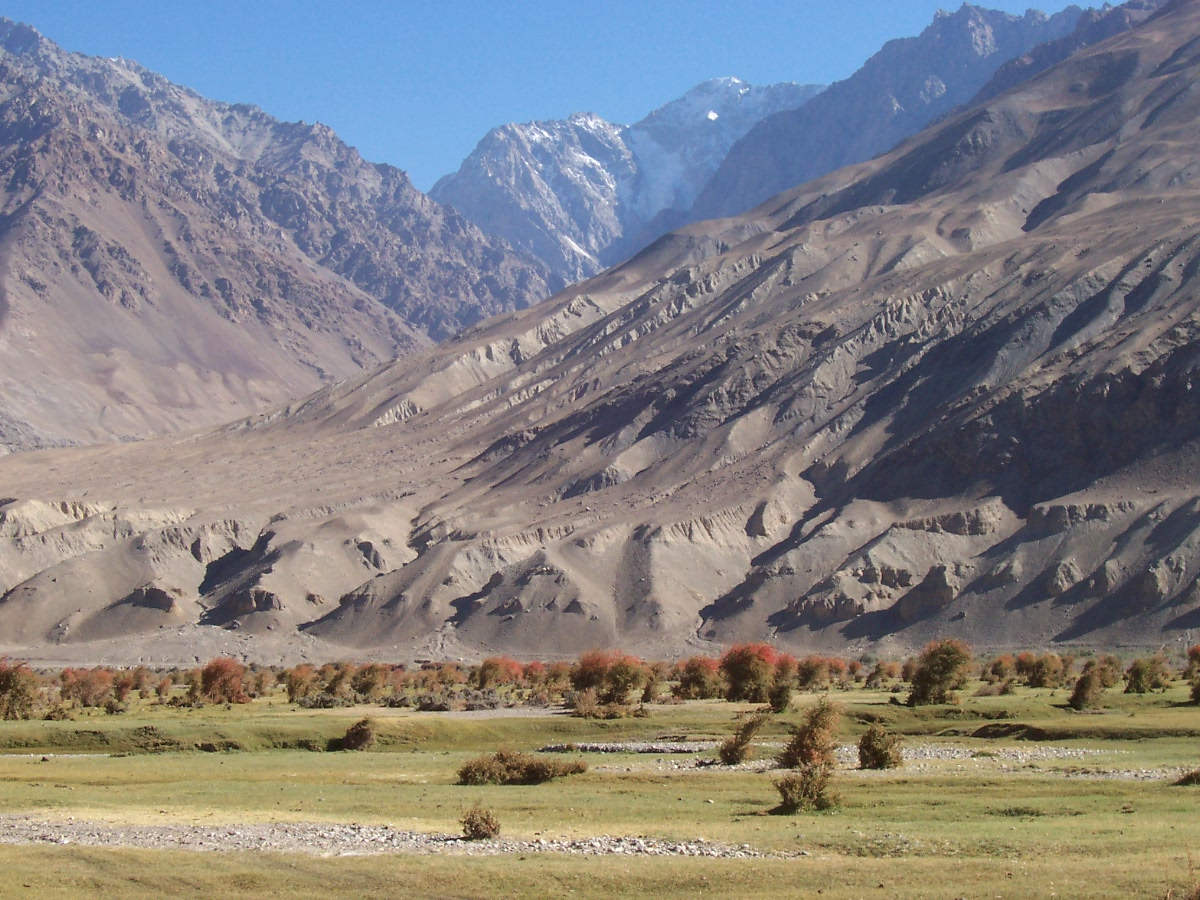
Vale Kuran wa Munjan

## Cumes mais altos
As suas maiores montanhas vão além dos 7 000 m de altitude, como por exemplo:
- Tirich Mir (7 690 m)
- Noshaq (7 492 m)
- Istor-o-Nal (7 403 m)
- Saraghrar (7 349 m)

## História
A grande altitude das montanhas tem grande importância histórica no sul e centro da Ásia. O Indocuche foi um importante centro do budismo com sítios como os Budas de Bamiã. Também foi lugar de passagem durante as invasões do subcontinente indiano, uma região onde cresceram os talibãs e a al-Qaeda, e cenário da guerra da era moderna afegã. No vale de Kowkcheh há antigas minas que produzem lápis-lazúli, e a norte de Cabul, no vale do rio Panjsher e alguns dos seus afluentes, há esmeraldas de alta qualidade. Segundo Walter Schumann, as montanhas do Indocuche ocidental são a origem do lápis-lazúli desde há milhares de anos.